# ريتا كوليدج
ريتا كوليدج (بالإنجليزية: Rita Coolidge) (و. 1945  م) هي مغنية، ورسامة، وكاتبة غنائية، وموسيقية أمريكية، ولدت في ناشفيل، تينيسي. اشتهرت في فترة عقد السبعينات والثمانينات، وصلت أغانيها إلى المرتبة الأولى في بيلبورد وفازت بجائزتي غرامي مع زوجها السابق كريس كريستوفيرسن.

## التعليم
تعلمت في جامعة ولاية فلوريدا.

## وصلات خارجية
- ريتا كوليدج على موقع IMDb (الإنجليزية)
- ريتا كوليدج على موقع الموسوعة البريطانية (الإنجليزية)
- ريتا كوليدج على موقع ميوزك برينز (الإنجليزية)
- ريتا كوليدج على موقع إن إن دي بي (الإنجليزية)
- ريتا كوليدج على موقع أول ميوزيك (الإنجليزية)
- ريتا كوليدج على موقع ديسكوغز (الإنجليزية)
- ريتا كوليدج على موقع قاعدة بيانات الفيلم (الإنجليزية)
- ريتا كوليدج في قاعدة بيانات الأفلام على الإنترنت